# Bascom (Ohio)
Bascom es un lugar designado por el censo ubicado en el condado de Seneca en el estado estadounidense de Ohio. En el Censo de 2010 tenía una población de 390 habitantes y una densidad poblacional de 99,46 personas por km².

## Geografía
Bascom se encuentra ubicado en las coordenadas 41°7′45″N 83°17′13″O / 41.12917, -83.28694. Según la Oficina del Censo de los Estados Unidos, Bascom tiene una superficie total de 3.92 km², de la cual 3.92 km² corresponden a tierra firme y (0%) 0 km² es agua.

## Demografía
Según el censo de 2010, había 390 personas residiendo en Bascom. La densidad de población era de 99,46 hab./km². De los 390 habitantes, Bascom estaba compuesto por el 99.49% blancos, el 0% eran afroamericanos, el 0% eran amerindios, el 0% eran asiáticos, el 0% eran isleños del Pacífico, el 0% eran de otras razas y el 0.51% pertenecían a dos o más razas. Del total de la población el 1.79% eran hispanos o latinos de cualquier raza.